# Parque Las Indias
El Parque Las Indias se encuentra situado en el barrio El Perú en Santa Cruz de Tenerife haciendo frontera con el barrio La Salud. 

## Descripción
El parque fue un proyecto realizado a cargo de los arquitectos Federico García Barba y José Lorenzo García García, como un entorno para unir los barrios de Cruz del Señor y La Salud urbanísticamente inconexos. Este proyecto presentado en julio de 1983, obtuvo dos premios (Primer Premio Concurso Parque de Las Indias y Premio Oraá de Arquitectura Canaria 1992-93). Mientras que la construcción del parque terminó nueve años más tarde, en noviembre de 1992.
El parque presenta una geometría triangular extendida en una superficie inclinada de 22.000 m², con un desnivel superior al 11%. Debido a la pendiente, para el aprovechamiento del terreno y facilitar el paseo cuenta con cinco plazas cuadradas distribuidas longitudinalmente de forma escalonada, con vistas hacia el Este. Cada una tiene una función específica, ya sea una zona para paseo con plantación de árboles, parque para niños, zona de perros o para ejercicio físico con aparatos. 

### Arbolado

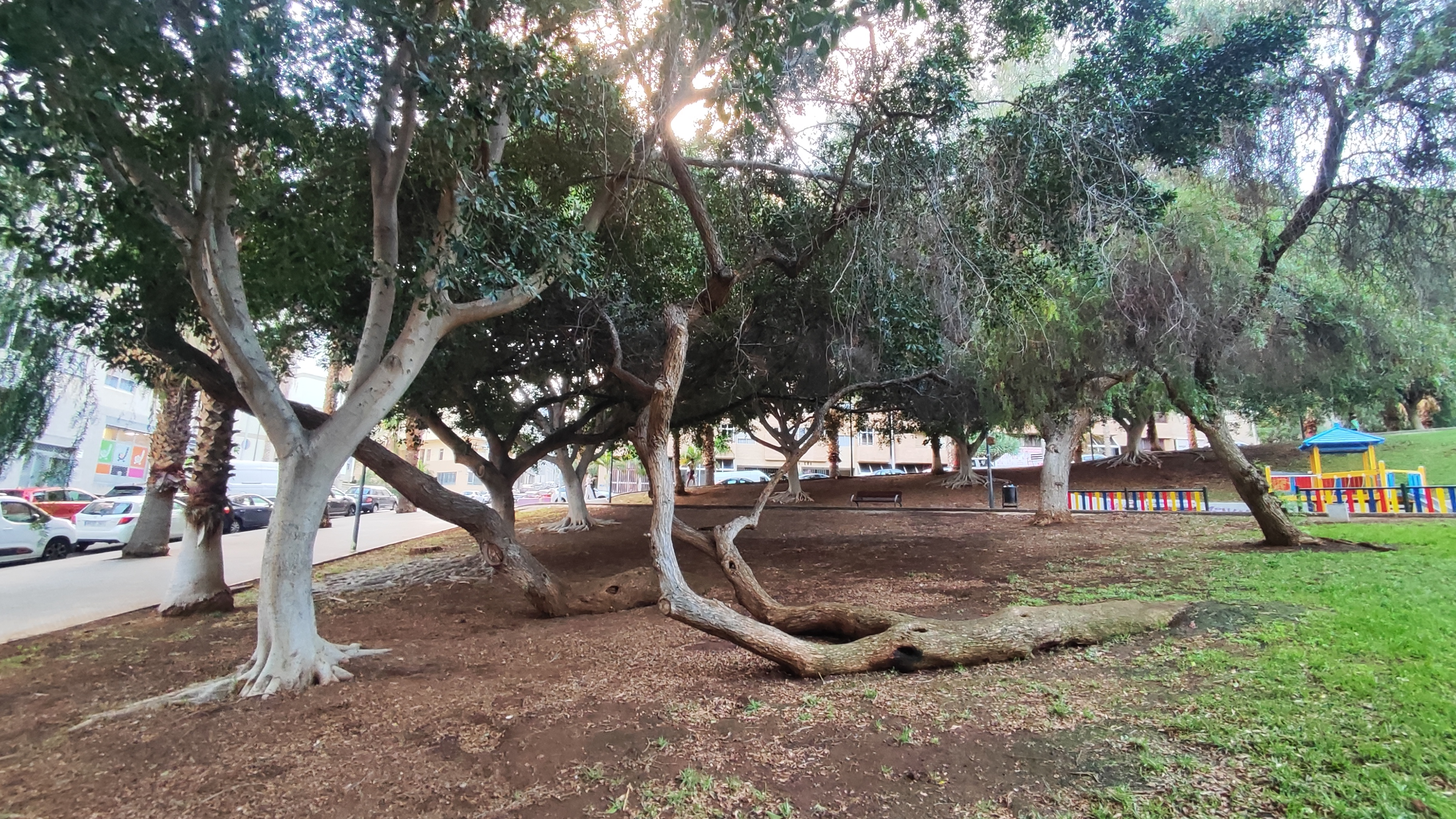
Arbolado del Parque Las Indias

Todo el contorno del parque se encuentra rodeado por palmeras canarias Phoenix canariensis, que dan acceso a las calles Ribera (Noreste), Eduardo Westerdahl (Noroeste), Leopoldo de la Rosa Olivera (Sur), la rotonda de la Avenida Venezuela (Este) y Buenaventura Bonnet (Oeste).
El parque cuenta con zonas verdes formadas por césped y árboles de diferentes especies (como Tuliperos del Gabón, Jacarandas, Brachychitons y Cipreses), atravesados por caminos asfaltados que comunican los diferentes plazas del parque  y conectan las calles adyacentes. Entre los caminos encontramos bancos, algunos cubiertos con construcciones de madera y otros descuertos, y en las zona de césped diferentes especies de árboles y plantas, además de una escultura con forma de cruceta denominada Macla, realizada por Eduardo Gregorio con motivo de la I Exposición Internacional de Escultura en la Calle celebrada en la ciudad entre 1973 y 1974.

### Reforma del Parque

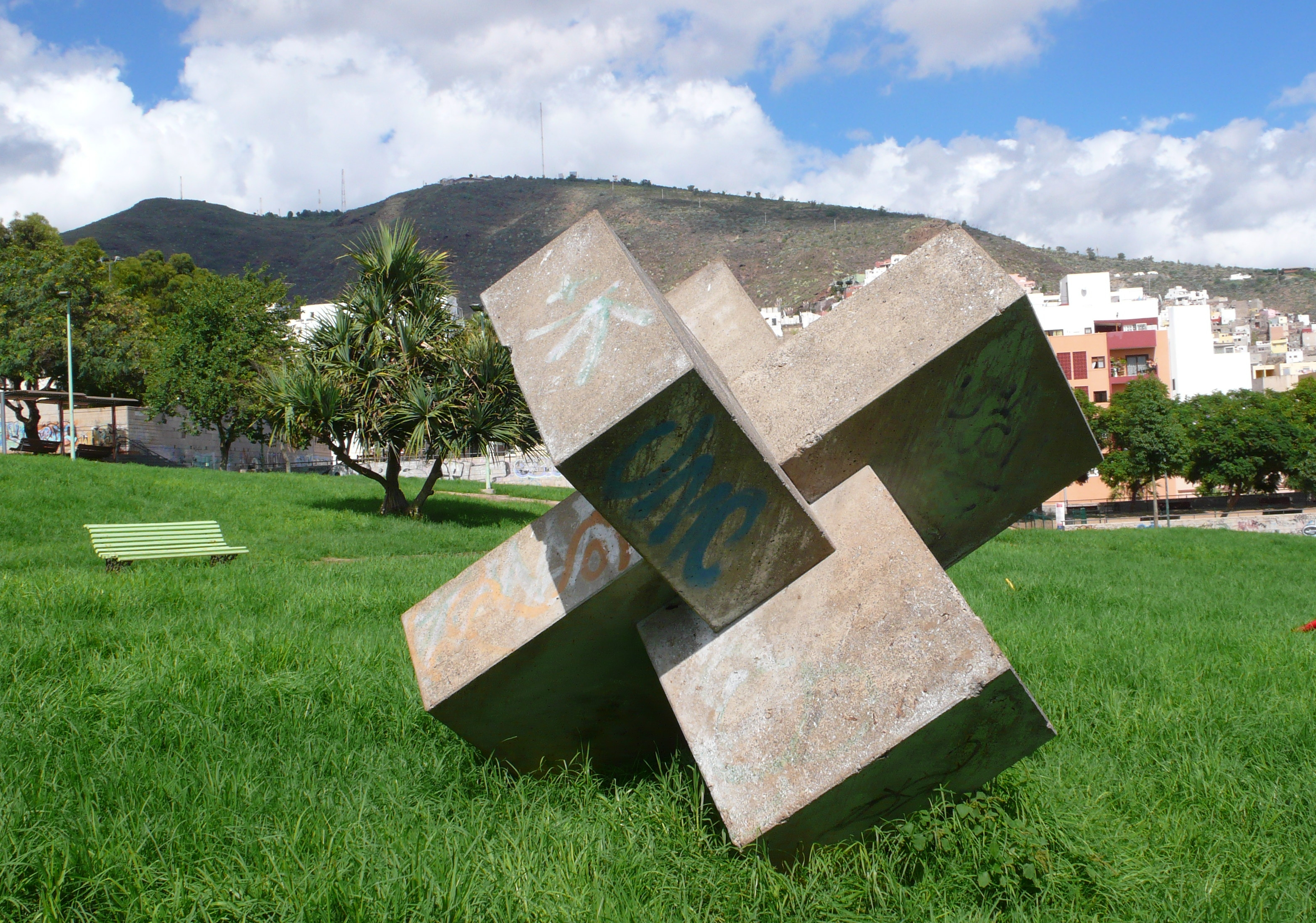
Eduardo Gregorio Macla, 1973

El Ayuntamiento de Santa Cruz de Tenerife puso en marcha un Plan de Barrios en 5 distritos de la ciudad (Anaga, Centro - Ifara, Ofra - Costa Sur, Salud - La Salle, Suroeste) entre los años 2017-2021, con un presupuesto estimado de 37,5 millones de euros.
Desde septiembre de 2019 se formalizó el contrato de Reforma del Parque Las Indias, incluido dentro del Plan de Barrios en el distrito Salud - La Salle. Este proyecto cuentó con un presupuesto de unos 2,5 millones de euros y un plazo máximo estipulado de obra de 12 meses. Con el objetivo de  mejorar la calidad de vida de los ciudadanos y en su entorno, mediante la remodelación urbana del parque, reformas, ampliaciones e instalaciones.
El jueves 27 de mayo de 2021 se dieron por finalizadas las obras  y se abrió de nuevo el parque para su uso, después de casi dos años desde su comienzo. El retraso del plazo de finalización de obras se vio afectado en parte a un parón de casi dos meses entre marzo y abril por las medidas impuestas por el Confinamiento por la pandemia de COVID-19 en España por las medidas Covid-19 en España, junto con las medidas de distanciamiento social y uso de mascarilla obligatoria.

### Plazas

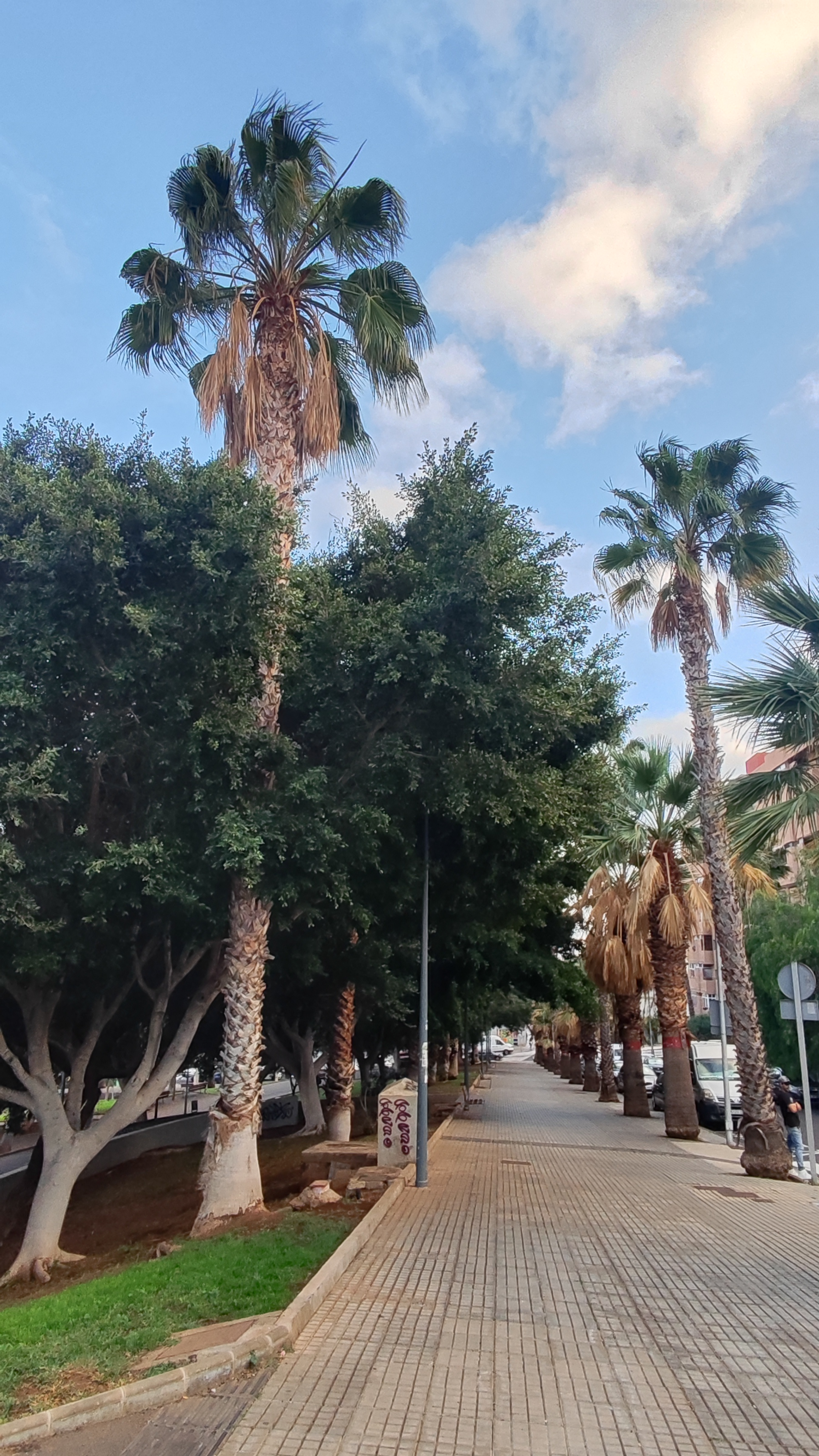
Arbolado a la entrada

La remodelación se centró sobre todo en las 5 plazoletas cuadradas del parque junto con el asfaltado y mejora de los caminos del parque. La 5 plazas se acondicionaron para determinadas actividades cada una. En la superior de todas se añadieron mesas de juego y un pequeño escenario para posibles actuaciones de cualquier ámbito. En la segunda más alta se añadió una pequeña cancha de baloncesto en la zona interior de tierra, manteniendo la mayor parte de los árboles existentes alrededor y añdiendo aparatos para hacer ejercicios en la parte que tiene vistas a la plaza contigua inferior. En la tercera plaza que ya era un área recreativa para criaturas se añadió moqueta al suelo y se mejoró el entorno con nuevos columpios y construcciones para jugar. La cuarta plaza se habilitó como parque para perros. En la quinta plaza hay una zona de calistenia con barras y aparatos para hacer ejercicio, junto con una araña de cuerdas para escalar en un terreno de arena, además de mesas con tableros de ajedrez en la zona del mirador. Por último en la plaza inferior de todas con forma tringular se decoró y se colocó una fuente de agua que da a la rotonda de la Avenida Venezuela.

### Murales
Junto a estas remodelaciones también hay que destacar la contribución de artistas que participaron en la creación de murales y pinturas en las paredes de cada una de las plazas. Además de la implementación de focos y un sistema de luces que cambian de color por la noche.

## Galería

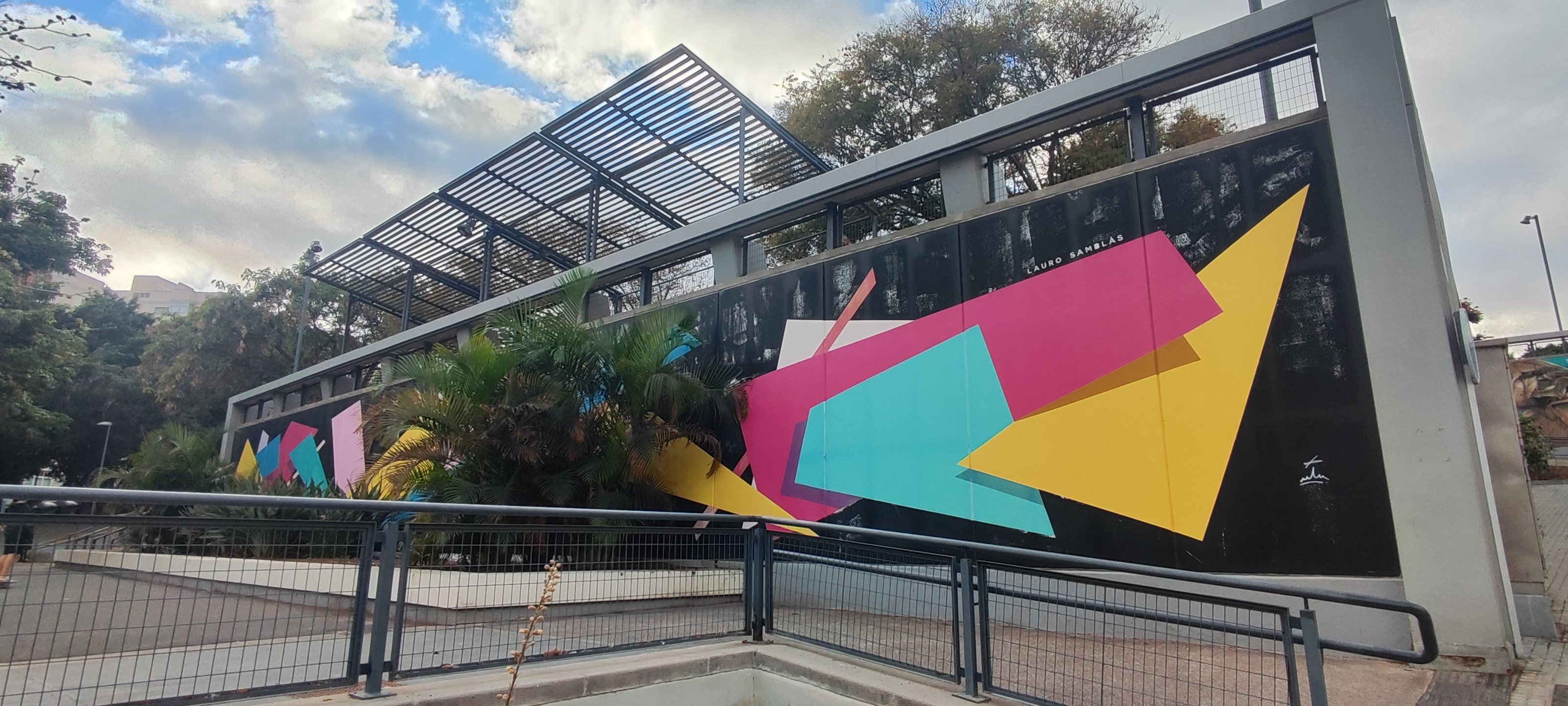
Mural de Lauro Samblas, 2021
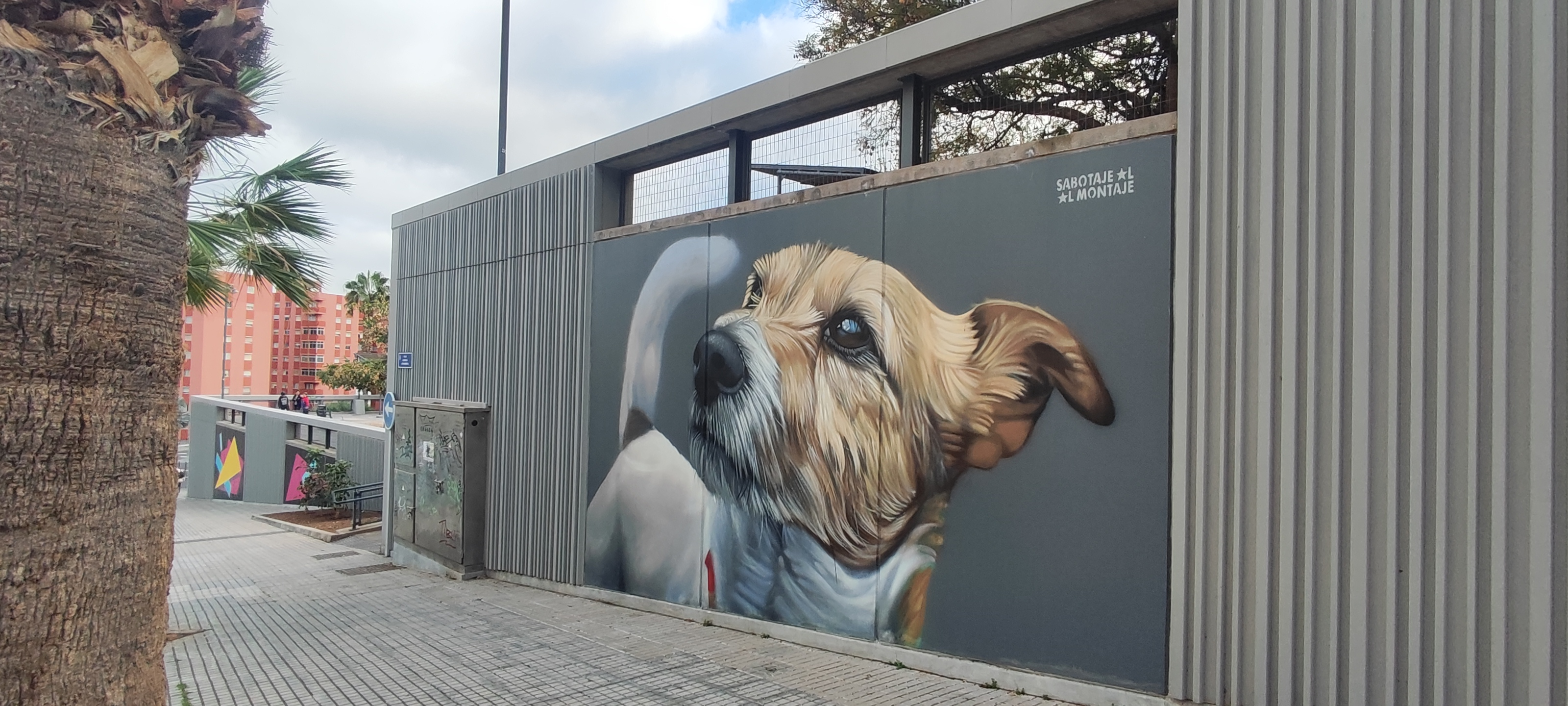
Mural de Sabotaje al Montaje, 2021
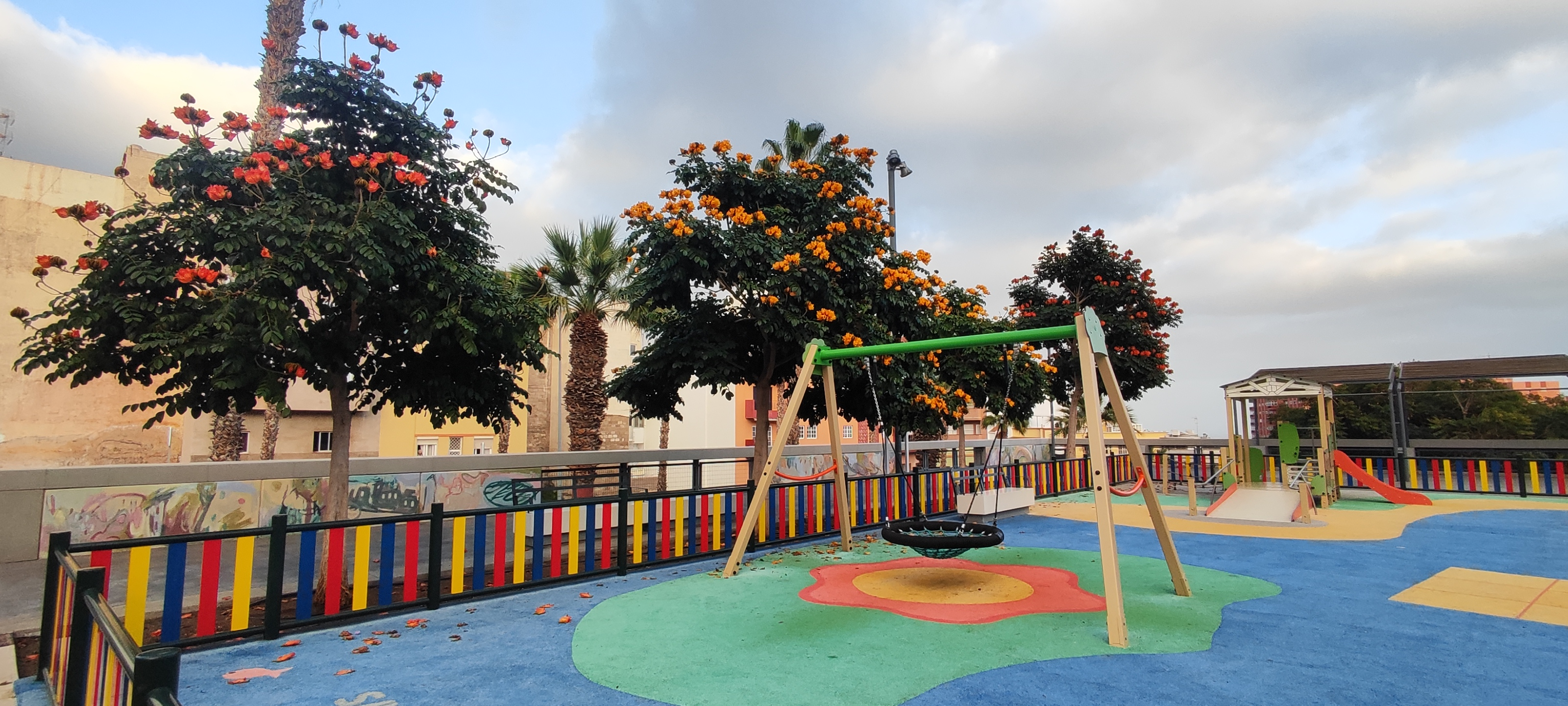
Zona de juegos infantiles
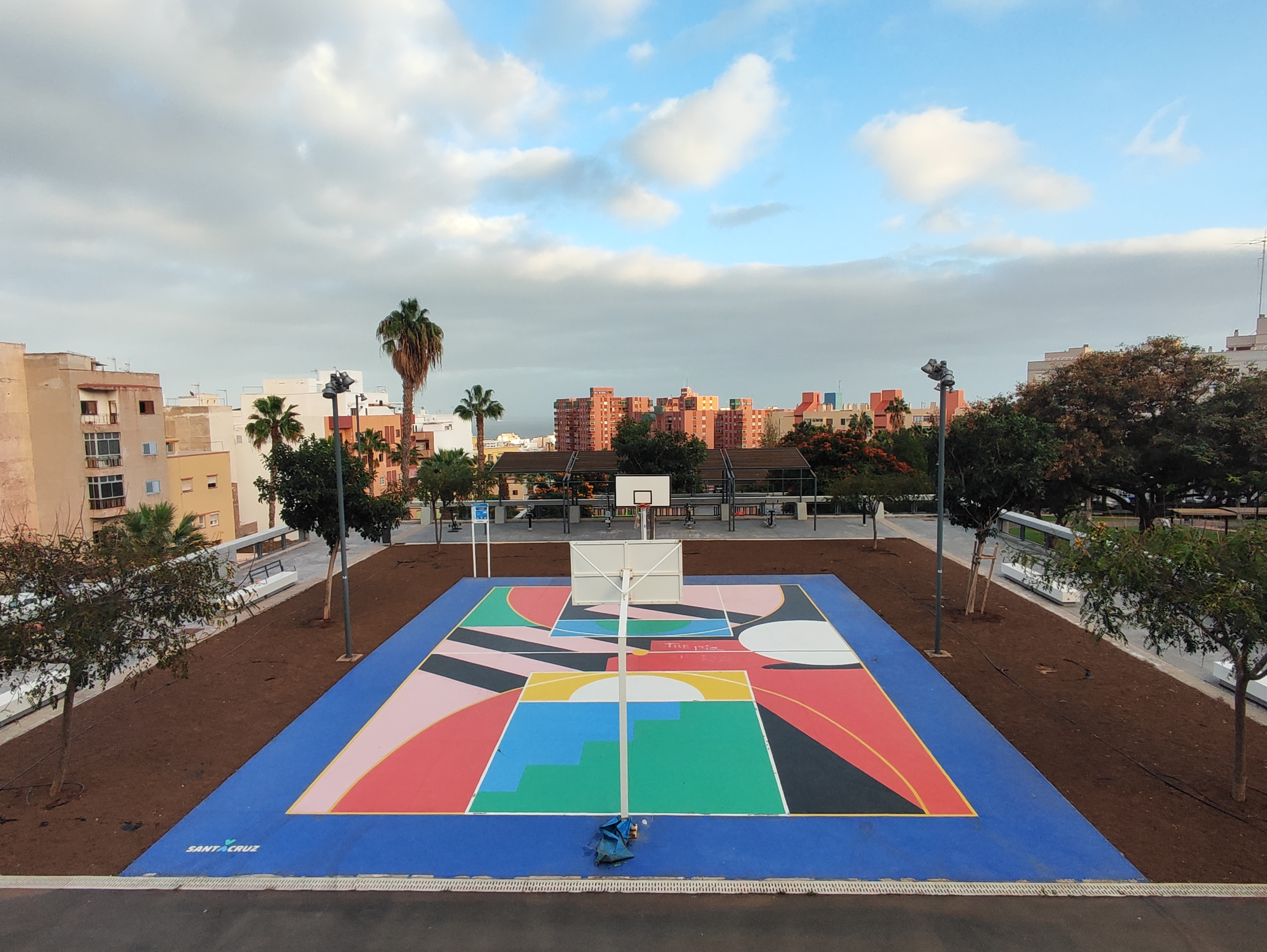
Cancha de baloncesto